# Хаванських Сергій Ігорович
Сергій Ігорович Хаванських  (нар. 11 вересня 1984, м. Мелітополь, Запорізька область — пом. 29 липня 2022, селище Оленівка, Донецької області) — український військовослужбовець, старший солдат Окремого загону спеціального призначення «Азов» Національної гвардії України, учасник російсько-української війни, який відзначився під час відбиття російського вторгнення в Україну і загинув у полоні внаслідок терористичного акту, вчиненого в ніч проти 29 липня 2022 року російськими окупаційними військами на території колишньої Волноваської виправної колонії № 120. Кавалер ордена «За мужність» ІІ та ІІІ ступеня (відповідно, 2024 р., посмертно і 2022 р.).

## Життепис
Сергій народився 11 вересня 1984 року у місті Мелітополі Запорізької області. Отримав юридичну освіту. 
З осені 2017 року до січня 2021-го Сергій Хаванський проходив військову службу за контрактом в ОЗСП «Азов» НГУ. Він був спеціалістом із радіотехнічних засобів розвідки, проєктував безпілотні літальні апарати, тому, за словами дружини, командування намагалося втримати Сергія у військових лавах, не бажаючи втрачати талановитого інженера і конструктора, проте він був категорічним у своєму бажанні пожити цивільним життям. 
Протягом цього «цивільного» року він заснував власну справу, став приватним підприємцем. Займався 3D-моделюванням і 3D-друком: у спеціальній інженерній програмі моделював, а потім на 3D-принтері друкував в оригінальних розмірах різні пістолети, автомати, бластери з різних комп’ютерних ігор і реалізовував ці «сувенири» на міжнародних платформах Etsy та Ebay. Здебільшого його вироби мали попит серед американців. 11 червня 2021 року після тривалого спільного життя він одружився. 
Водночас Сергій пильно стежив за обстановкою, і десь у січні 2022-го домовився із своїм колишнім командиром, що у разі повномасштабного російського нападу його викличуть до підрозділу. Тому вранці 24 лютого, коли його рідний Мелітополь зазнав ракетних ударів, він знав що робити, і, прийнявши очікуваний телефонний дзвінок, завантажив речі у старий, проте ще міцний позашляховик і вже о дев’ятій разом із побратимом виїхав до Маріуполя. Ввечері того ж дня він написав дружині, що вже отримав зброю і незабаром вирушить на позиції…
Пройшов запеклі вуличні бої у Приморському районі Маріуполя, потім – обороняв металургійний комбінат «Азовсталь», за що пізніше, 28 липня 2022 року, був нагороджений орденом «За мужність» ІІІ ступеня. Дізнавшись про запланований вихід у полон, Сергій був у піднесеному настрої і написав дружині, що незабаром вони побачаться. 
20 травня 2022 року за наказом вищого військового керівництва заради збереження життя людей Сергій вийшов з побратимами з «Азовсталі» та потрапив у так званий «полон за домовленістю». Утримувався на території колишньої Волноваської виправної колонії № 120 в окупованому селищі Молодіжному, що неподалік колишнього адміністративного центру селищної ради Оленівки колишнього Волноваського (нині – Кальміуського) району Донецької області, де окупанти утворили фільтраційну в’язницю. 
У ніч на 29 липня 2022 року прийняв мученицьку смерть у полоні внаслідок масового вбивства військовополонених, влаштованого окупантами у колонії в Оленівці.
Після двох позитивних результатів за тестами ДНК у травні та червні 2023 року мати та дружина Сергія вирішили провести міжнародну експертизу ДНК у Гаазі, що зайняло тривалий час. Зрештою, 1 червня 2004 року у крематорії на столичному Байковому кладовищі було проведено прощальну церемонію, після якої останки старшого солдата Хаванського було кремовано. 
За словами дружини Аріни, ще 2019-го, після того, як під час боїв на Світлодарській дузі Сергій випадково уникнув загибелі, він попросив у разі його смерті не влаштовувати відспівування та поховання, «тіло кремувати, а прах висипати в землю і посадити дерево». Отже, офіційного місця поховання у Сергія Хаванського немає. 
|                                                               | «Друг «Ковбой» прийшов до нашої першої роти другого батальйону. В найкраще місце, де його таланти й здібності розкривалися так, як він цього хотів. Сергій любив автівки, їздити бездоріжжям, гарну музику. Любив техніку і технології та добре в цьому розбирався. Постійно розвивався в напрямку розробки безпілотних систем. Пам’ятаю безліч годин, які ми разом провели за якісними бесідами про філософію, про культуру, про техніку, про технології, про людські пороки та про людські чесноти. Чесноти, якими був сповнений друг «Ковбой». На початок повномасштабного вторгнення він звільнився, але вже 24 лютого 2022 року я побачив свого друга в Маріуполі. Зізнаюся, що дуже радий був його там побачити. Сергій з гідністю пройшов бої в Маріуполі, найгарячіші, найзапекліші на Правому березі в секторі «А». Він вийшов з подвійного оточення в секторі «А». Все це стало можливим завдяки його професійним навичкам, здібностям та підтримці побратимів. На жаль, його життя обірвалося через підступні дії росіян. Я хочу, щоб всі пам’ятали — вороги не змогли його подолати на полі бою, тому вчинили такі заходи в Оленівській колонії. Пам’ятаємо! Помстимося!..» |
| — Ілля «Гендальф» Самойленко, промова на прощальній церемонії | |

## Нагороди
- орден «За мужність» ІІІ ступеня (28 липня 2022 р.)  – за особисту мужність і самовіддані дії, виявлені у захисті державного суверенітету та територіальної цілісності України, вірність військовій присязі[3];
- орден «За мужність» ІІ ступеня (16 жовтня 2024 р., посмертно)  – за особисту мужність, виявлену в захисті державного суверенітету та територіальної цілісності України, самовіддане служіння Українському народові[4].